# Dalriada
Dalriada (Dál Riata) – królestwo celtyckie (szkockie), rozciągające się na wybrzeżach Irlandii i dzisiejszej Szkocji, a właściwie Hebrydów Wewnętrznych i Argyll. 
Istniało już w V w n.e., pierwotnie jako podkrólestwo irlandzkie należące do królestwa Ulaid, a następnie rozprzestrzeniło się na Argyll i Hebrydy Wewnętrzne. Do Dalriady należała wyspa Iona. Dalriada walczyła z Piktami i Nortumbrią, a od VIII wieku broniła się też przed wikingami. Od najazdu Normanów na Irlandię (IX w n.e.) irlandzka część królestwa utraciła znaczenie, natomiast część szkocka rozwijała się, by w 843 roku, połączyć się (za sprawą króla Kennetha I) z Piktami tworząc królestwo Alby i dać podwaliny dzisiejszej Szkocji.